# Antunovac
Antunovac är en ort i Kroatien.   Den ligger i länet Baranja, i den östra delen av landet, 210 km öster om huvudstaden Zagreb. Antunovac ligger 86 meter över havet och antalet invånare är 2 294.
Terrängen runt Antunovac är mycket platt. Runt Antunovac är det ganska glesbefolkat, med 23 invånare per kvadratkilometer. Närmaste större samhälle är Osijek, 6,9 km norr om Antunovac. Trakten runt Antunovac består till största delen av jordbruksmark.